# Recoleta (kommun i Chile)
Recoleta är en kommun i Chile. Den ligger i provinsen Provincia de Santiago och regionen Región Metropolitana de Santiago, i den mellersta delen av landet.